# Rudno (gmina w województwie gdańskim)
Rudno (do 1954 Małe Walichnowy) – dawna gmina wiejska istniejąca w latach 1973–1976 w woj. gdańskim (dzisiejsze woj. pomorskie). Siedzibą władz gminy było Rudno.
Gmina Rudno została utworzona w dniu 1 stycznia 1973 roku w powiecie tczewskim w woj. gdańskim. 1 czerwca 1975 roku gmina znalazła się w nowo utworzonym mniejszym woj. gdańskim. 15 stycznia 1976 roku gmina została zniesiona przez połączenie z dotychczasową gminą Pelplin w nową gminę Pelplin.